# Wolves de Sudbury
Pour les articles homonymes, voir Wolves de Sudbury (EPHL).
Les Wolves de Sudbury sont une franchise de hockey sur glace du Canada qui évolue dans la ligue junior de la Ligue de hockey de l'Ontario.

## Palmarès
- Vainqueur de la Coupe du monde junior des clubs : 2012.

## Logo
Le logo officiel des Wolves représente la tête d'un loup affamé qui postillonne des gouttelettes de sang, les dents du loup sont également couverts de sang.

Logo de 1989 à 2009
Logo depuis 2009